# Ditrysinia fruticosa
Ditrysinia es un género monotípico de plantas con flores perteneciente a la familia Euphorbiaceae. Su única especie: Ditrysinia fruticosa es originaria de Estados Unidos.

## Taxonomía
Ditrysinia fruticosa fue descrita por (W.Bartram) Govaerts & Frodin y publicado en  World Checklist & Bibliography of Euphorbiaceae 2: 586. 2000.
Sinonimia
- Ditrysinia ligustrina (Michx.) Raf.
- Gymnanthes ligustrina (Michx.) Müll.Arg.
- Sebastiania fruticosa (Bartram) Fernald
- Sebastiania ligustrina (Michx.) Müll.Arg.
- Stillingia frutescens Bosc ex Steud.
- Stillingia fruticosa Spreng.
- Stillingia fruticosa Bartram basónimo
- Stillingia ligustrina Michx.[2][3]